# Шнипер, Рувин Исакович
Рувин Исакович Шнипер (20 ноября 1922, Березно, Польская Республика — 30 марта 1996, Новосибирск) — советский и российский учёный, доктор экономических наук, профессор, первый проректор по научной работе Новосибирского института советской кооперативной торговли, сотрудник Института экономики и организации промышленного производства. 

## Биография
Родился 22 ноября 1922 года в Березно (Польша). Участвовал в Великой Отечественной войне. В 1946 году окончил Ленинградский плановый институт.
Занимал должность проректора по научной работе Новосибирского института советской кооперативной торговли. Позднее руководил отделом Института экономики и организации промышленного производства (Новосибирск).
Основал научную школу региональной экономики. Подготовил более 20 кандидатов и докторов наук. Среди его учеников были А. Р. Бернвальд, Г. А. Унтура, А. С. Новосёлов, которые на базе созданного Шнипером направления, развили новые научные школы.

## Сочинения
- Региональные Экономические методы управления. Новосиб.: Наука, 1991. 320 с.;
- Региональные проблемы рынковедения. Экономический аспект (вместе с А. С. Новосёловым)./Ред. В. В. Кулешов. Новосиб.: Наука, 1993. 447 с.;
- Проблемы развития и размещения промышленности товаров народного потребления Сибири. Новосиб., 1964. 343 с.[1]

## Награды
Ордена Красной Звезды и Отечественной войны 1-й степени, медали.